# Intortus
Intortus är en specialform hos moln som anger att molnet består av trådar som är mycket oregelbundet böjda och hopsnärjda på ett oregelbundet sätt. Specialformen intortus förekommer endast hos huvudmolnslaget cirrus.
Ordet intortus kommer från latinets intortus, perfekt particip av verbet intorquere, som betyder "vrida" eller "hoptrassla".